# Donja Plemenšćina
Donja Plemenšćina es una localidad de Croacia en el municipio de Pregrada, condado de Krapina-Zagorje.

## Geografía
Se encuentra a una altitud de 276 m s. n. m. a 73,6 km de la capital nacional, Zagreb.

## Demografía
En el censo 2011, el total de población de la localidad fue de 135 habitantes.